# Химонант

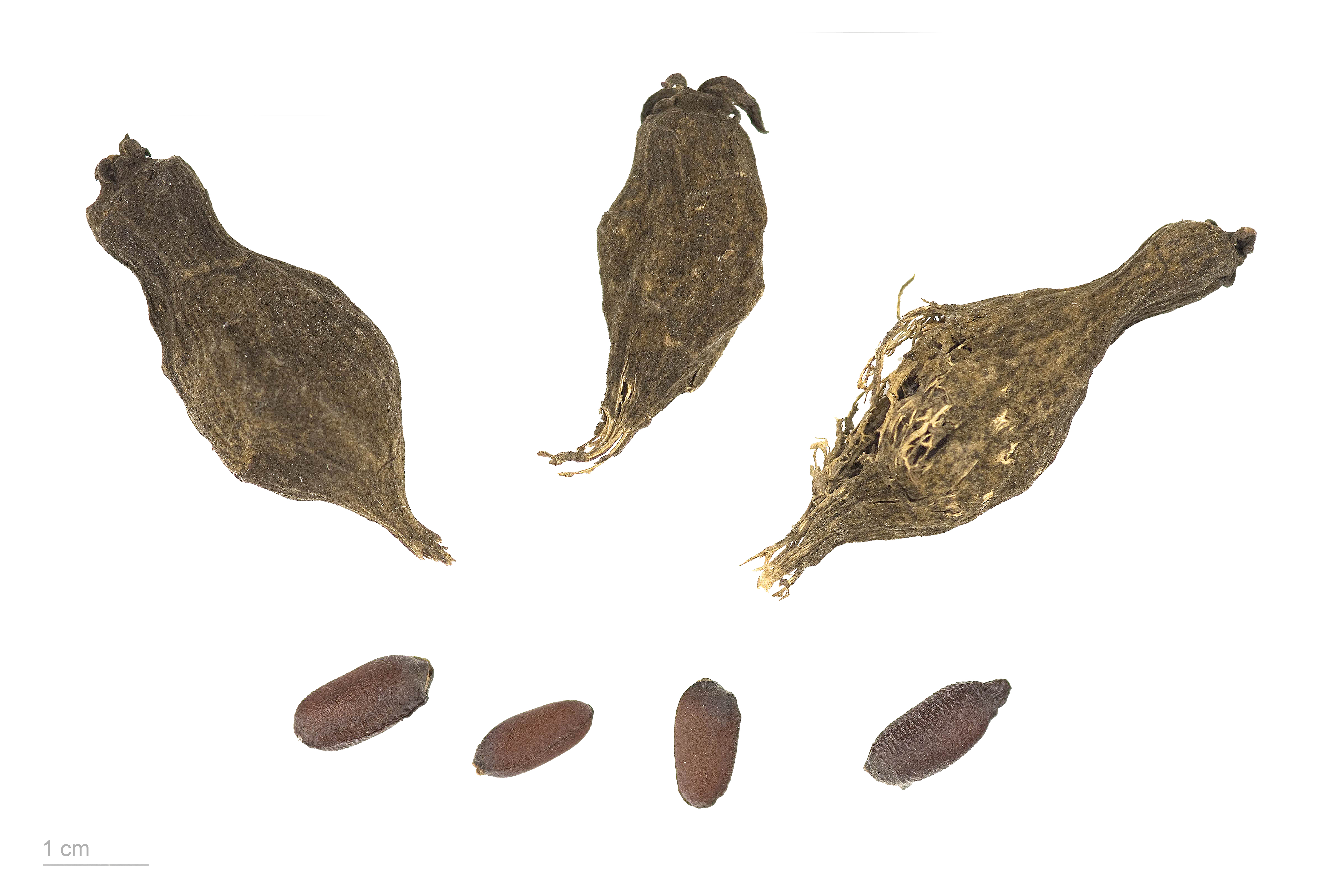
Chimonanthus praecox - Тулузский музеум

Химонант, или Химонантус (лат. Chimonanthus, от др.-греч. χειμών «зима» и ἄνθος «цветок») — род цветковых растений, входящий в семейство Каликантовые (Calycanthaceae). Произрастает в Китае и Иране.

## Описание
Растение является лиственным кустарником, вырастающий до 4м в высоту, с прямостоящим стволом и листьями 5–29 см в длину и 2–12 см в ширину. Цветки одиночные или в небольших группах на голых стеблях, имеют ярко выраженный аромат. Цветёт с ноября по март. У цветов от 15-21 желтых или бледно-зелено-желтых лепестков, внутренние из которых, с пурпурно-красными пигментами. 

## Применение
Кустарник выращивают из-за его ароматных зимних цветов. Не прихотлив и не боится морозов. Предназначен для открытых садов.

## Виды
Род насчитывает от трёх до шести видов:
- Chimonanthus campanulatus R.H.Chang & C.S.Ding
- Chimonanthus grammatus M.C.Liu
- Chimonanthus nitens Oliv.
- Chimonanthus praecox (L.) Link — Химонант скороспелый
- Chimonanthus salicifolius S.Y.Hu
- Chimonanthus zhejiangensis M.C.Liu

## Выращивание
Солнцелюбивое растение предпочтительна средне влажная и хорошо дренированная почва. Засухоустойчиво при укоренении. Размножается как семенами, так и черенкованием. Растению, выращенному из семян, может потребоваться до 14 лет, чтобы впервые зацвести. Может не зацвести, если будет активно расти.
Растение не подвержено вредителям и болезням.